# کرانه مرتفع
کرانهٔ مرتفع (انگلیسی: High Coast) بخشی از ساحل سوئد در خلیج بوتنی، در استان آنگرمانلاند در شمال شرق سوئد است که در منطقه شهرداری‌های کرامفورس، هرنوسند، سولفتئو و اورنسشولدسویک متمرکز شده است. این منطقه به عنوان منطقه‌ای برای تحقیق در مورد بازگشت بعد از یخبندان و افزایش سطح دریاها شناخته شده است، که در آن زمین به تدریج و با ذوب شدن یخچال‌های طبیعی بالا می‌آید، پدیده‌ای که اولین بار در آنجا شناخته و بررسی شد. از زمان آخرین عصر یخبندان، زمین ۳۰۰ متر بالا آمده است، که باعث ارتفاع غیرعادی صخره‌های منطقه شده است. این منطقه بخشی از سایت میراث جهانی یونسکو به نام کرانه‌ی مرتفع / مجمع‌الجزایر کوارکن سوئدی / فنلاندی است، به دلیل زمین‌شناسی استثنایی و نمونه منحصر به فرد از بالا آمدن زمین پس از یخبندان.